# Frauenparkplatz

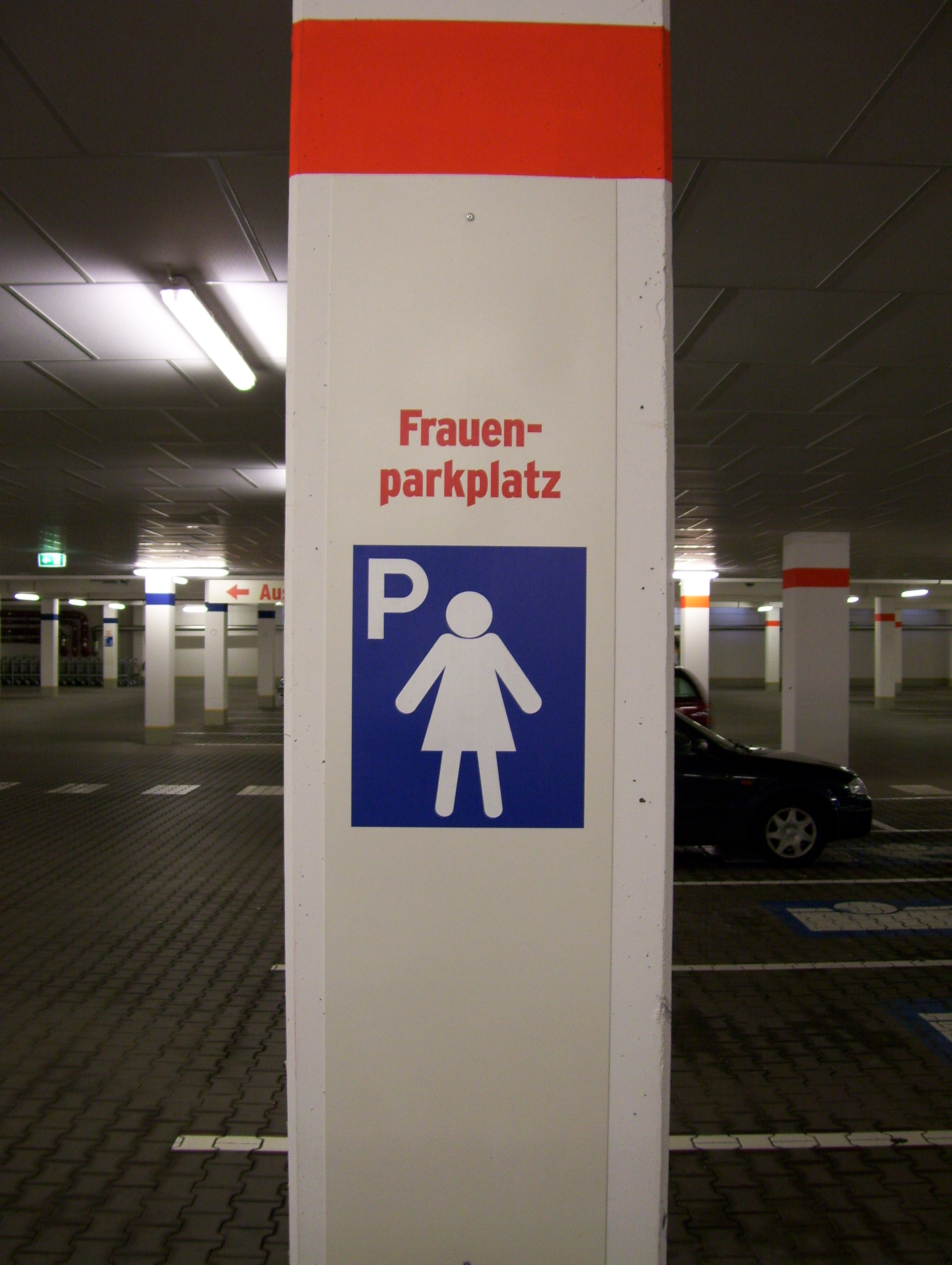
Schild für einen Frauenparkplatz in einem Parkhaus in Deutschland

Ein Frauenparkplatz (in Österreich auch Damenparkplatz) ist ein gekennzeichneter und ausgewiesener Stellplatz bzw. Parkstand für die Nutzung durch Frauen in Parkhäusern, Tiefgaragen und auf Parkplätzen.

## Hintergrund
Seit den 1990er Jahren dokumentieren Studien, dass sich viele Frauen im öffentlichen Raum unsicher fühlen, da sie sexuelle Übergriffe und Gewalt fürchten. Dadurch schränkt sich ihre Bewegungsfreiheit ein: Aus Angst, bedroht oder belästigt zu werden, meiden viele Frauen bestimmte Räume insbesondere in den Abend- und Nachtstunden. Die stadtplanerische Veränderung so genannter Angsträume, wie Parks, Unterführungen, Parkplätze an Autobahnen und Flughäfen, Parkhäuser und Tiefgaragen, führte unter anderem zur Einrichtung von Frauenparkplätzen. Diese sind meist näher an Fluchtwegen und Ausgängen, heller beleuchtet oder im Aufnahmebereich von Kameras gelegen und sollen so das Sicherheitsempfinden von Frauen erhöhen und ihre Mobilität fördern. Frauenparkplätze sind in vielen Städten inzwischen Standard.

## Verbreitung und juristische Aspekte
Die Frauenparkplätze sind im deutschsprachigen Raum sowie in Asien verbreitet.
Im Gegensatz zu Behindertenparkplätzen sind geschlechtsspezifische Parkplätze nicht in der deutschen Straßenverkehrsordnung vorgesehen. Auf Privatparkplätzen besteht allerdings Hausrecht des Eigentümers, der entsprechende Regelungen vornehmen kann, und in manchen Bundesländern ist die Einrichtung von Frauenparkplätzen sogar Pflicht.
In den USA sind geschlechtsunspezifische „Customer with Child“- (Kunde/Kundin-mit-Kind-) und Veteranen- oder Behindertenparkplätze weiter verbreitet als die speziell für Frauen oder Mütter ausgewiesenen Mutter-Kind-Parkplätze in Deutschland. In den Vereinigten Staaten kommen Klagen gegenüber Organisationen im Zusammenhang mit Diskriminierung bei Firmenparkplätzen öfter vor, zumeist aber wegen des Zugangs von Behinderten und Kriegsversehrten und weniger bei geschlechtsspezifischen Diskriminierungsvorwürfen.

### Deutschsprachiger Raum

#### Deutschland
In den 1990er-Jahren wurden zahlreiche Maßnahmen ergriffen, um das Sicherheitsgefühl von Frauen im öffentlichen Raum zu erhöhen, dazu gehören auch Frauenparkplätze in Tiefgaragen.

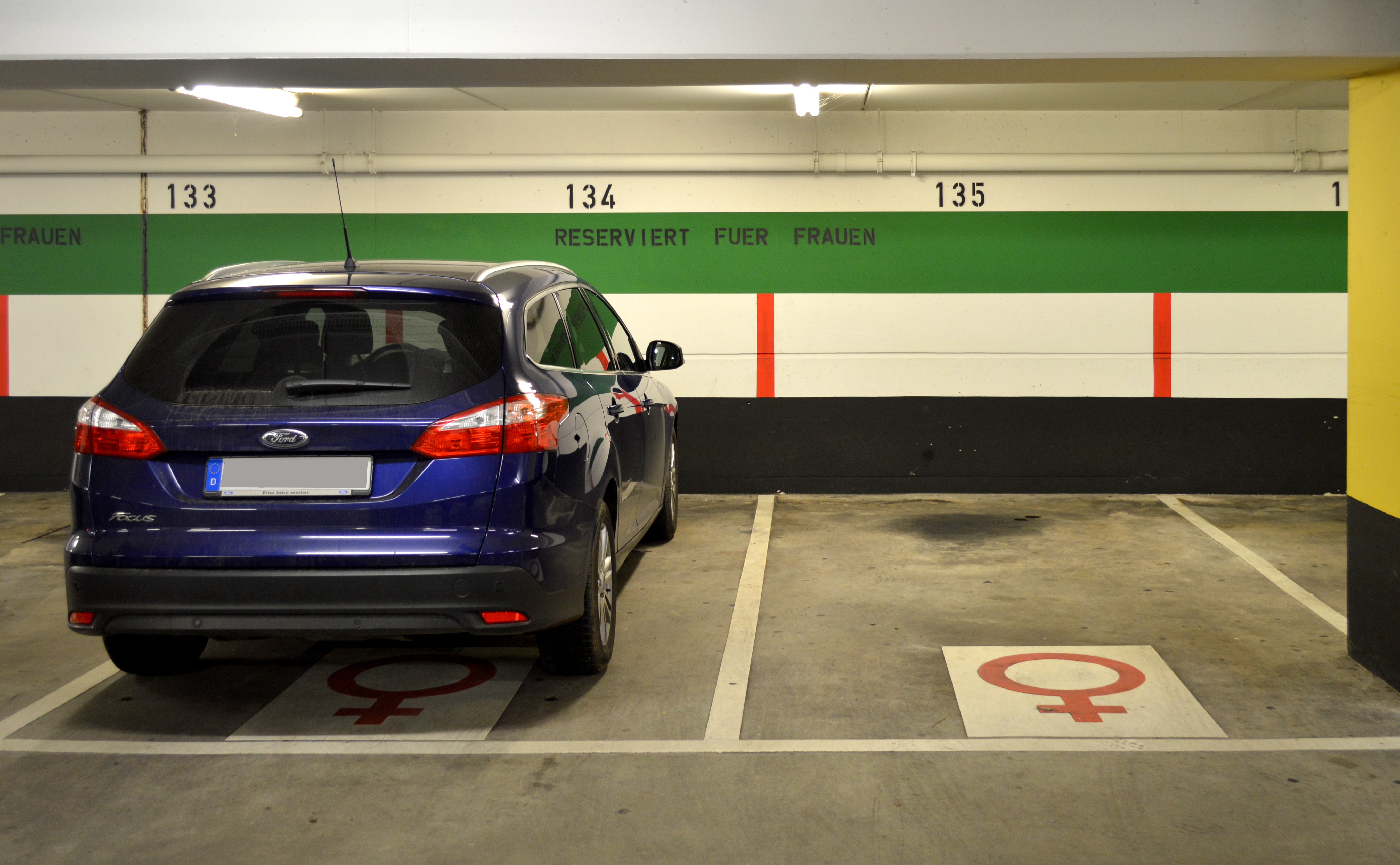
Frauenparkplätze in einer Tiefgarage in Köln.

In einigen deutschen Ländern sind Frauenparkplätze durch die Garagenverordnungen vorgeschrieben. Beispielsweise heißt es in den Garagenverordnungen der Länder Nordrhein-Westfalen und Schleswig-Holstein, dass Frauenparkplätze
- als solche markiert werden müssen,
- in Zufahrtsnähe liegen sollen,
- durch den Garagenwart oder die Videoüberwachung einsehbar sein müssen, ebenso das Treppenhaus und die Aufzugsanlagen zu diesen,
- mit Alarmmelder in der Nähe ausgerüstet sein müssen.

In der baden-württembergischen Garagenverordnung ist zudem gefordert, dass sie in Großgaragen mindestens 10 % ausmachen (§ 4 Garagenverordnung Baden-Württemberg). Die brandenburgische Garagenverordnung schreibt für Großgaragen einen Frauenparkplatz-Anteil von mindestens 30 % vor.
Das Bundesjustizministerium unter der Leitung von Brigitte Zypries äußerte sich in der Begründung zum Gesetzentwurf zum Antidiskriminierungsgesetz zum Thema Frauenparkplatz. Es vertrat dort die Auffassung, die Bereithaltung von Frauenparkplätzen sei sozial erwünscht und gesellschaftlich akzeptiert. Eine unterschiedliche Behandlung aufgrund des Geschlechtes sei zulässig, sofern sich dafür eine nachvollziehbare Begründung finden ließe. Diese Begründung würde im Fall von Frauenparkplätzen darin bestehen, dass Frauen häufiger als Männer Opfer von Straftaten gegen die sexuelle Selbstbestimmung würden. Das Ausweisen von Frauenparkplätzen könne dabei auch dann gerechtfertigt sein, wenn sich nicht nachweisen lasse, dass im Einzelfall eine besondere Gefahr drohen würde. Diese Argumentation fand sich 2008 auch auf der Website der Antidiskriminierungsstelle des Bundes. Das Landesarbeitsgericht Rheinland-Pfalz wies 2011 die Klage eines Krankenpflegers ab, dessen Arbeitgeber Frauen bei der Vergabe arbeitsplatznaher Stellplätze bevorzugt. Die Urteilsbegründung zitiert dabei die Formulierungen aus der Gesetzesbegründung.
Nach Auffassung des Hessischen Landeskriminalamtes kann die Bereitstellung von gut beleuchteten und videoüberwachten Frauenparkplätzen nahe an den Ein- und Ausgängen eine Maßnahme sein, das allgemeine Sicherheitsgefühl von Frauen und damit auch die Attraktivität von Parkhäusern zu erhöhen. Mit der tatsächlichen Bedrohungslage habe dies weniger zu tun. Aus der Polizeilichen Kriminalstatistik geht demgegenüber hervor, dass in Deutschland Belästigungen, Überfälle usw., denen Frauen zum Opfer fallen, in Parkhäusern nicht häufiger vorkommen als anderswo. In Hessen richtete sich im Jahre 2003 lediglich eine von 1000 der in Parkhäusern begangenen Straftaten gegen die sexuelle Selbstbestimmung.
Eine Studie zur Frage von Tatorten hat ergeben, dass es eher selten die typischen Angstorte sind, an denen Frauen Gewalt tatsächlich erleben und häufiger gerade diejenigen Orte, an denen sich Frauen in der Regel sicher fühlen wie die eigene Wohnung. Diese Beobachtung korrespondiert mit dem Ergebnis, dass die Täter häufig Partner und Ex-Partner sind und sehr viel seltener unbekannte und flüchtig bekannte Personen.

#### Österreich

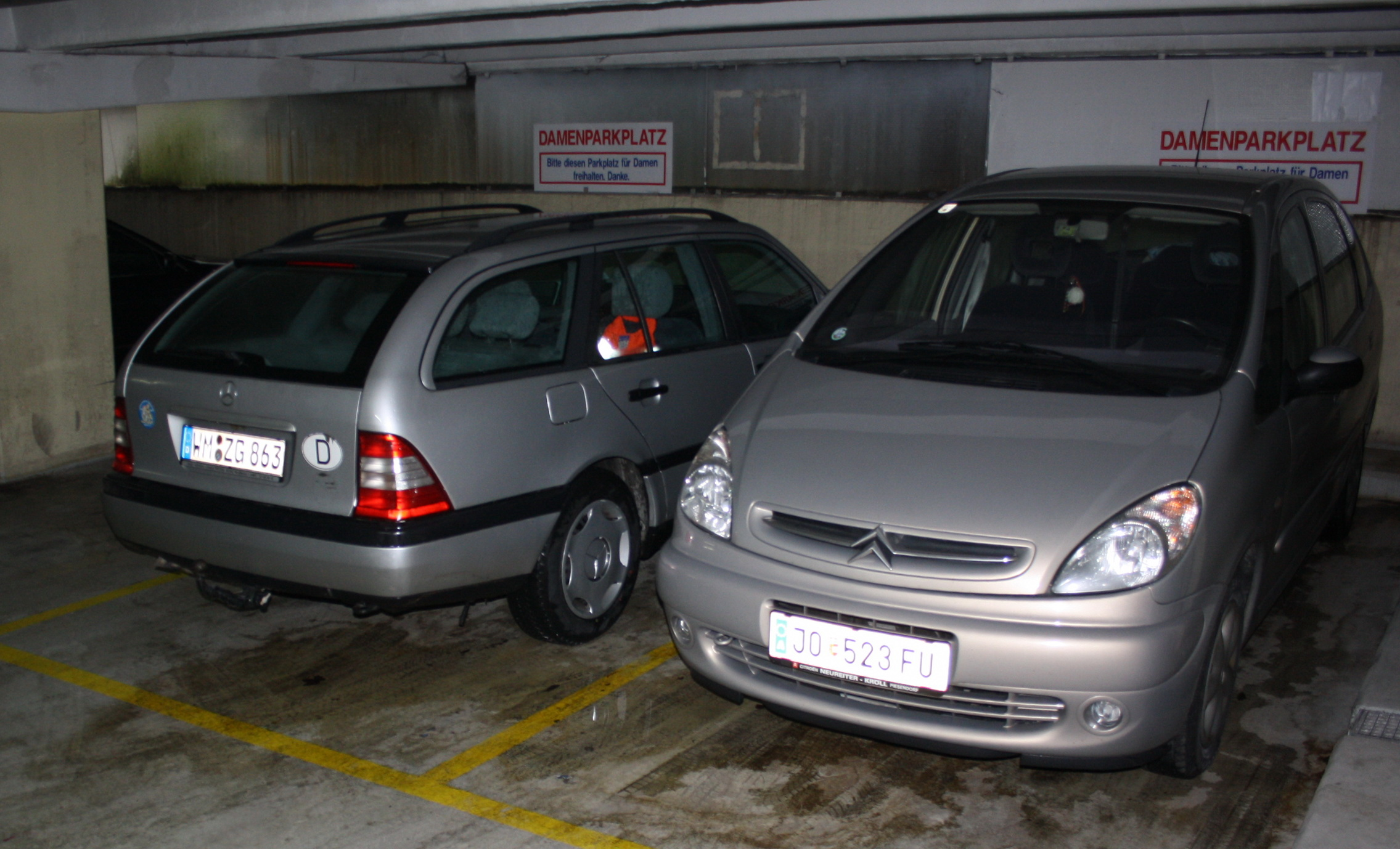
Damenparkplätze im Parkhaus in Bad Gastein in Österreich

Laut einer Studie der Stadt Wien aus dem Jahr 2007 gaben 49 Prozent der befragten Frauen an, dass sie es als unangenehm empfinden, wenn sie allein in eine Tiefgarage fahren. Das Dezernat Gender Mainstreaming der Stadt Wien hat daher Sicherheitsaspekte für Tiefgaragen vorgegeben, die für beide Geschlechter gelten sollen, jedoch für Frauen wichtiger seien. Frauenparkplätze sollen sich in Sicht- und Rufkontakt zum Personal befinden sowie in unmittelbarer Nähe des Treppenaufgangs beziehungsweise Lifts.

#### Schweiz
In der Schweiz wurden seit 2011 in einigen Städten wie Luzern und Zürich die in den 1990er Jahren eingerichteten Frauenparkplätze abgeschafft. Die Begründung war unter anderem, die Parkhäuser würden insgesamt heller, besser überwacht und allgemein sicherer gestaltet und eine Unterscheidung habe deshalb keinen Sinn mehr.

### Asien

#### China
In der chinesischen Provinz Hebei wurden Frauenparkplätze bei Einkaufszentren errichtet. Diese sind breiter gefasst und mit farblich anderen und besser sichtbaren Markierungen ausgestattet. Frauen solle damit das Einparken erleichtert werden, so ein Verantwortlicher eines Zentrums.

#### Korea
2009 hat die Stadt Seoul 4929 Parkplätze für Frauen mit rosa Farbe markiert, damit diese nicht allzu weit zu Arbeits- und Einkaufszielen zu Fuß gehen müssen.

## Diskurs
Im Kontext des von der Bundesregierung beschlossenen Gleichstellungskonzepts Gender-Mainstreaming werden im Bereich der Stadtplanung Frauenparkplätze als wirkungsvolles Instrument gewertet, um Sicherheit und Sicherheitsempfinden im öffentlichen Raum für beide Geschlechter zu verwirklichen. Die Einrichtung von Frauenparkplätzen wird auch als Ausdruck und Sichtbarwerden von Fraueninteressen im öffentlichen Raum gedeutet. In der feministischen Architektur- und Planungsdebatte wird der Erfolg des Konzepts der Angsträume inzwischen jedoch eher kritisch bewertet, da es das eigentliche Problem der Männergewalt gegen Frauen unsichtbar mache und die allgemein verbreitete Auffassung, Männergewalt sei eine gesellschaftliche geächtete Tat eines der Frau Unbekannten, unterstütze. Damit werde das Ausmaß der Gewalt gegen Frauen verdeckt und von den häufigsten Tatorten, dem Nahfeld und der Wohnung, abgelenkt. Die tatsächliche Sicherheit werde somit nicht erhöht.
Nach Ansicht von Herbert Glasauer werde durch besonders ausgestattete Frauenparkplätze von einer ursprünglichen Vision der weiblichen Eroberung des urbanen Raums eher Abstand genommen, sie perpetuierten tendenziell eher das Bild von der ängstlichen, nicht ganz lebenstüchtigen Frau.
Margrit Eichler (Universität Toronto) sieht die genderspezifische Bedeutung von Frauenparkplätzen in den im Vergleich komplexeren und vielgestaltigeren Wegen von Frauen. Die Einrichtung von Frauenparkplätzen unterstütze damit Frauen in der Zeitplanung und erleichtere das schnelle Passieren verschiedener Stationen.